# Canan Samadi
Canan Samadi (* 1987) – früher bekannt als Canan Suvatlar – ist eine deutsche Schauspielerin.

## Leben
Canan Samadi absolvierte ihre Schauspielausbildung am Institut für Schauspiel Drama und Film (ISDF) in Hamburg, wo sie 2015 ihren Abschluss machte. Weitere Trainings erfuhr sie bei einem Filmschauspielworkshop an der Filmakademie Baden-Württemberg und einer Masterclass bei Susan Batson. Theaterstücke spielte sie in Hamburg und Berlin. Seit 2016 wirkt Samadi in Film und Fernsehproduktionen mit, so unter anderem in Die Farbe des Chamäleons, Cleo oder in Folgen der Fernsehreihe Tatort.
Canan Samadi wohnt in Hamburg.

## Filmografie
- 2018: Tatort: Tollwut
- 2019: Cleo
- 2020: Die Chefin (Fernsehserie, 1 Folge)
- 2020: Die Farbe des Chamäleons
- 2022: Tatort: Unten im Tal
- 2023: Polizeiruf 110: Little Boxes